# Agility
Agility er en spændende og fartfyldt hundesport, hvor hundene skal tage en række forhindringer korrekt og i den rette rækkefølge.
Den hund som kommer igennem banen med færrest fejl vinder. Er der flere hunde med samme antal fejl, placeres hundene efter bedste tid.

Der findes mange forskellige forhindringer:
- A'et (Feltforhindring)
- Balancebommen (Feltforhindring)
- Vippen (Feltforhindring)
- Slalom
- Spring
- Hjul
- Tunnel
- Længdespring
- Stof-tunnel
- Bord

Der er to klasser:
- Agilityklassen hvor alle forhindringer kan være med
- Springklassen hvor feltforhindringerne og bordet ikke er med

Der afholdes mange store og internationale stævner. Danmark er har også vundet VM i agility både for hold og individuelt mange gange. Agility er både for store og små hunde, da hundene inddeles i størrelser:
- små hunde – hunde med skulderhøjde under 35 cm
- mellem hunde – hunde med skulderhøjde mellem 35-42,99 cm
- store hunde – hunde med skulderhøjde på 43 cm eller derover

Agility konkurrencer afholdes således, at hundene inddeles i klasser, alt efter deres evner. Klasse 1 er den laveste klasse – klasse 3 den højeste. Under Dansk Kennel Klub kan hunde opnå championater/mester-titler (alt efter om hunden er stambogsført eller ej) ved at opnå 3 certifikater under mindst 2 forskellige dommere i Agility hhv spring klasse 3. Et certifikat opnås ved en fejlfri placeringer mellem de 5 bedste i klasse 3 – hvor den bedste ikke-champion opnår certifikatet.
- Wikimedia Commons har flere filer relateret til Agility